# The River Cam
The River Cam è un brano per violoncello e orchestra d'archi composto da Eric Whitacre per il violoncellista Julian Lloyd Webber in occasione del suo sessantesimo compleanno e presentato in anteprima mondiale dalla Philharmonia Orchestra e Lloyd Webber il 14 aprile 2011 alla Royal Festival Hall del Southbank Centre di Londra.
Il brano è stato registrato da Julian Lloyd Webber con la London Symphony Orchestra condotta da Eric Whitacre ed è disponibile su dischi Decca Records.
Whitacre era stato ispirato a comporre il pezzo dal fiume Cam, che scorre a fianco dell'Università di Cambridge, nel 2010 durante una sua visita alla sede universitaria.